# Провінційний сейм
Провінційний сейм — збори польської шляхти з даної провінції Корони Королівства Польського, створені у 1520-х роках. Провінційні сейми часто проводилися за участю короля та членів королівської ради, а також виконували судові функції.
Королівський статут, виданий на сеймі в Пйотркуві в 1456 році, визначав, які землі збиралися на провінційних сеймах Великопольської провінції, а які — до Малопольської провінції. До провінційного сейму Малопольщі в Корчині входили такі сеймики: Краківський, Сандомирський, Люблінський та сеймики руських земель. Провінційний сейм Великої Польщі в Коло включали Познанске і Каліське (проведення спільного сейміку в Сьроді), Серадзьке, Ленчицьке та Бжесько-Куявське воєводство та Іновроцлавське воєводство (проведення спільного сейміку в Бжесті Куявському, пізніше в Радзейові), Добжинську землю, Равське воєводство (з 1476), Плоцьке воєводство (з 1495).